# Кострово (Калининградская область)
 Костро́во  (до 1946 года — Блюдау; нем. Bludau) — посёлок Зеленоградского района Калининградской области. Входит в состав Переславского сельского поселения. Население — 970 чел. (2010).

## История поселка
Поселок Блюдау, вероятно, существовал раньше, чем Фишхаузен (г. Приморск) и был впервые упомянут 3 мая 1258 года.
Юго-восточнее поселка расположен земляной вал и прусское захоронение, относящиеся к доорденскому периоду.
В 1906 году у подножия кургана,находящиеся неподалёку от поселка, обнаружили старопрусское кладбище с богатыми находками, среди которых были захоронения конных всадников.
Название поселка происходит от фамилии тевтонского рыцаря Германа фон Блюдау, который приехал из Чехии или Моравии в Пруссию. Его потомки посвятили свою жизнь служению церкви. Сын Германа, Якобус, в 1344 году был назначен епископом Замландским лично Папой Климентом VI, а после своей смерти похоронен в кафедральном соборе Кёнигсберга 20 января 1358 года.
Блюдау представлял собой зажиточную фермерскую деревню в Земландском округе. Начальная школа была основана в 1719 году. В 1841 году в школа имела в своем распоряжении два административных здания, которые, как и дом учителя, не сохранились до наших дней. В 1890 году поселение было подключено к телеграфному сообщению.
Население Блюдау в 1910 году составляло 267 человек, в 1933 году - 600 человек, в 1939 году - 639 человек, на конец 1945 года насчитывалось 11 хозяйств, из которых 2 товарных . С 30 января 1945 года население пришлось эвакуировать, из-за близости линии фронта,  17 апреля 1945 года Блюдау был взят частями Красной Армии.
В 1946 году переименован в поселок Кострово. 
В 1973 году в Кострове была открыта школа.

## География
Кострово расположено в 30 км от Калининграда вдоль трассы Калининград—Балтийск. Южнее поселка протекает река Нельма. На севере, западе и юге находятся лесные массивы (во времена Восточной Пруссии — Блюдауская пуща нем. Bludauer Heide).

## Население
| 2002 | 2010 |
| ---- | ---- |
| 933  | ↗970 |

## Образование, культура и спорт
Школа посёлка Кострово находится на улице Школьная д.10, она была открыта в 1973 году. Здание школы типовое на 320 ученических мест. В 2007 году в ней обучалось 103 человека.
В мае 2006 года был открыт детский сад на 1 группу, он располагается в школе.
Вблизи школы находится культурно-спортивный комплекс «Мечта», в здании которого располагается поселковая библиотека, Дом культуры и спортивный зал.
В Кострово есть секция вольной борьбы, руководит которой заслуженный тренер России А. Н. Савлуков. Среди его воспитанников — чемпион мира по боевому самбо, мастер спорта международного класса А. Зубачев, участник Олимпийских игр в Атланте К. Александров, а также — множество мастеров спорта, кандидатов в мастера спорта и разрядников.

## Достопримечательности и памятные места
В 0,7 км к юго-востоку от посёлка находится объект культурного наследия позднеязычного времени «Селище Кострово».
Памятник жителям Блюдау и погибшим воинам 
Калининградская область, Зеленоградский район, п. Кострово, в центре поселка. Памятник жителям Блюдау и погибшим воинам в Кострове. 
Мост через реку Нельму 
Калининградская область, Зеленоградский район, п. Кострово, в 2,7 км юго-западнее поселка
Автомобильный мост через реку Нельму довоенной постройки. Ранее имел металлические ограждения. 
Памятная доска в честь окружения группировки фашистских войск 
Калининградская область, Зеленоградский район, п. Кострово, в 2,8 км юго-западнее поселка
Памятная доска в честь окружения группировки фашистских войск 16 апреля 1945 года.

## Экономика
В советский период в посёлке успешно работал зверосовхоз «Прозоровский». Звероводческий совхоз «Прозоровский» был организован на базе фермы № 4 совхоза «Янтарный» решением облисполкома от 6 августа 1959 года.
Ныне[когда?]

 градообразующими предприятиями являются: ОАО "агрофирма «Прозоровская», ЗАО «Профра», Костровский рыбоперерабатывающий комплекс. В посёлке имеются 5 торговых точек.

## Картографические источники
- Калининградская область. Общегеографическая карта. 1:200 000. Федеральная служба геодезии и картографии, Москва 1995.